# I milanesi ammazzano al sabato
I milanesi ammazzano al sabato è un romanzo poliziesco di Giorgio Scerbanenco del 1969, il quarto e ultimo della fortunata serie di Duca Lamberti, il personaggio creato da Scerbanenco per Venere privata (1966) e sviluppato negli anni a seguire. Radiato dall'Ordine dei medici per aver praticato l'eutanasia su un paziente terminale, Lamberti è ormai a tutti gli effetti un valente investigatore, che diede ampia ma tardiva fama all'autore.

## Trama
Donatella Berzaghi è una ragazza milanese affetta dalla nascita da una forma di elefantiasi: a ventotto anni il suo sviluppo mentale è ancora quello di una bambina, e pur essendo eccezionalmente alta e robusta è molto avvenente. La giovane è inoltre ninfomane e si concede a qualunque uomo la corteggi, pertanto l'anziano padre Amanzio è costretto a tenerla chiusa in casa. A causa del lavoro, l'uomo non riesce a sorvegliarla a tempo pieno, ma ha un permesso per andarla a trovare per pochi minuti due volte al giorno. Nonostante ciò, un giorno, Donatella scompare; Duca Lamberti viene incaricato di cercarla.
Le indagini si concentrano sul torbido ambiente dello sfruttamento della prostituzione, poiché Duca sospetta che la ragazza sia stata rapita da qualcuno che voleva approfittare delle sue condizioni per spingerla a prostituirsi; in effetti il poliziotto scopre che nell'ambiente si parla di una "gigantesca ragazza" che frutta ottimi guadagni, ma tutte le piste si rivelano inconcludenti. Dopo alcuni giorni, Donatella viene trovata morta, bruciata viva in un covone di fieno. 
Mentre l'indagine di Duca è a un punto morto, Amanzio Berzaghi riceve una lettera anonima che rivela l'identità degli assassini e il loro indirizzo: si tratta di Franco Baronia, Concetta Giarzone e Michelone Sarosi; quest'ultimo, barista di un locale frequentato da Amanzio, aveva appreso di Donatella direttamente da lui, e aveva pianificato con gli altri due di rapirla e sfruttarla. L'uomo decide di recarsi dagli assassini da solo, senza avvisare la polizia. Nel frattempo, grazie a un'imbeccata improvvisa, Duca si dirige a Lodi, presso un hotel appartenente a un omonimo cugino di Franco Baronia: l'uomo rivela che questi lo ricattava pretendendo soldi e favori, e spesso aveva usato le stanze dell'albergo per portarvi uomini e prostitute. Baronia vi aveva effettivamente condotto Donatella, la quale in piena notte aveva iniziato a urlare il nome del padre; il proprietario li aveva scacciati per paura che le urla attirassero la polizia. L'albergatore fornisce a Duca l'indirizzo del cugino.
Intanto Amanzio si presenta a casa di Franco, dove trova la sola Concetta; Amanzio la aggredisce, ma la donna riesce a metterlo fuori gioco, poi telefona a Franco Baronia perché corra a casa. Amanzio si riprende e tramortisce la donna, poi la tortura chiedendole perché abbiano ucciso sua figlia. Concetta gli rivela che per un certo tempo Donatella si era comportata bene, garantendo loro forti guadagni, ma dopo quanto accaduto a Lodi i tre avevano deciso di ucciderla.
Franco arriva da Concetta; Amanzio lo aggredisce e, dopo averlo immobilizzato, gli chiede come avevano compiuto il rapimento: l'uomo rivela di aver coinvolto una domestica che lavorava in un appartamento sotto quello dei Berzaghi, sfruttando la sua infatuazione per il barista; avevano atteso che i proprietari fossero assenti per attirare Donatella nell'appartamento e farla uscire di notte non vista da nessuno, quando già le ricerche erano cominciate. Amanzio, furioso, lo uccide sul colpo; anche Concetta muore in conseguenza delle torture subite. Poco dopo arriva anche Michelone, che era stato avvisato da Franco Baronia: Amanzio uccide anche lui.
Duca arriva appena in tempo per soccorrere Amanzio, che sopravvive alle gravi ferite. L'uomo confessa a Duca che non aveva intenzione di compiere la strage, ma voleva solo conoscere la verità sulla figlia; la perfidia dei tre aguzzini lo aveva però spinto ad ammazzarli. Probabilmente, se avesse ricevuto la lettera anonima (che Duca ipotizza sia stata inviata dalla domestica complice) in un altro giorno, l'avrebbe portata alla polizia perché il giorno dopo sarebbe andato a lavorare; ma poiché essa era arrivata di sabato, vi si era recato autonomamente. "Se non fosse stato sabato non l'avrei fatto, tutto quel disastro", conclude.
Tornato a casa, Duca riceve la notizia della sua riammissione all'albo dei medici dopo la sua condanna per procurata eutanasia. Duca, tuttavia, si sente fallito sia come medico, essendosi ormai completamente allontanato da questa professione, sia come poliziotto, per non aver saputo trovare i colpevoli della morte di Donatella prima del padre. La sua compagna Livia lo consola e lo incita ad andare avanti.

## Personaggi
- Duca Lamberti: ex medico
- Lorenza: sorella di Duca Lamberti
- Luigi Càrrua: funzionario di polizia, amico del padre di Duca Lamberti
- Mascaranti: poliziotto
- Livia Ussaro: amica di Duca Lamberti
- Amanzio Berzaghi: impiegato in una azienda di trasporti
- Donatella: figlia di Amanzio Berzaghi
- Salvatore Carasanto: protettore
- Herero Akaunu: prostituta di origini angolane
- Cavalier Salvarsati: imprenditore nel ramo della plastica

## La trasposizione cinematografica
Il romanzo ha ispirato il film La morte risale a ieri sera (1970) di Duccio Tessari, in cui Duca Lamberti è interpretato da Frank Wolff, mentre Amanzio Berzaghi è impersonato da Raf Vallone.

## Il romanzo nella cultura di massa
Nel 2008, ispirandosi a questo romanzo, gli Afterhours hanno intitolato un loro album I milanesi ammazzano il sabato.

## Edizioni
- I milanesi ammazzano al sabato, R69, Milano, Garzanti, 1969,  p. 178.
- I milanesi ammazzano al sabato, Gialli Garzanti 77, Milano, Garzanti, 1975,  p. 178.
- I milanesi ammazzano al sabato, Amica BUR, Milano, Rizzoli, 1988,  p. 175.
- I milanesi ammazzano al sabato, Gli Elefanti, Milano, Garzanti, 1999,  p. 183, ISBN 88-11-66963-4.
- I milanesi ammazzano al sabato, Gli Elefanti, Milano, Garzanti, 2005.
- I milanesi ammazzano al sabato, Elefanti bestseller, Milano, Garzanti, 2014,  p. 181, ISBN 978-88-11-68778-8.
- I milanesi ammazzano al sabato. Un'indagine di Duca Lamberti, Prefazione di Cecilia Scerbanenco, Collana Oceani n.185, Milano, La nave di Teseo, 2022, ISBN 978-88-346-1212-5.